# Campeonato Mundial de Atletismo de 2022 - 3000 m com obstáculos feminino
A competição dos 3000 metros com obstáculos feminino no Campeonato Mundial de Atletismo de 2022 foi realizada no estádio Hayward Field, em Eugene, nos Estados Unidos, entre os dias 16 a 20 de julho de 2022.

## Recordes
Antes da competição, os recordes eram os seguintes:
| Recorde mundial                               | Beatrice Chepkoech (KEN)       | 8:44.32 | Mónaco                 | 20 de julho de 2018    |
| Recorde do campeonato                         | Beatrice Chepkoech (KEN)       | 8:57.84 | Doha, Catar            | 30 de setembro de 2019 |
| Melhor marca do ano                           | Winfred Mutile Yavi (BHR)      | 8:56.55 | Paris, França          | 18 de junho de 2022    |
| Recorde da África                             | Beatrice Chepkoech (KEN)       | 8:44.32 | Mónaco                 | 20 de julho de 2018    |
| Recorde da Ásia                               | Ruth Jebet (BHR)               | 8:52.78 | Saint-Denis, França    | 27 de agosto de 2016   |
| Recorde da América do Norte, Central e Caribe | Courtney Frerichs (USA)        | 8:57.77 | Eugene, Estados Unidos | 21 de agosto de 2021   |
| Recorde da América do Sul                     | Tatiane da Silva (BRA)         | 9:24.38 | Watford, Grã Bretanha  | 11 de junho de 2022    |
| Recorde europeu                               | Gulnara Samitova-Galkina (RUS) | 8:58.81 | Pequim, China          | 17 de agosto de 2008   |
| Recorde da Oceania                            | Genevieve Lacaze (AUS)         | 9:14.28 | Saint-Denis, França    | 27 de agosto de 2016   |

Os seguintes recordes mundiais ou olímpicos foram estabelecidos durante esta competição:
| Data        | Evento | Atleta             | Tempo   | Notas                 |
| ----------- | ------ | ------------------ | ------- | --------------------- |
| 20 de julho | Final  | Norah Jeruto (KAZ) | 8:53.02 | Recorde do campeonato |

## Medalhistas
| Ouro               | Prata                   | Bronze              |
| Norah Jeruto (KAZ) | Werkwuha Getachew (ETH) | Mekides Abebe (ETH) |

## Tempo de qualificação
| Tempo de qualificação. |
| ---------------------- |
| 9:30.00                |

## Calendário
| Data        | Horário | Fase          |
| ----------- | ------- | ------------- |
| 16 de julho | 10:35   | Eliminatórias |
| 20 de julho | 19:45   | Final         |

Todos os horários estão no horário local (UTC-7)

## Resultados

### Eliminatórias
Qualificação: Os três primeiros de cada bateria (Q) e os seis melhores tempos (q) das eliminatórias. 

| Pos. | Bateria | Atleta                      | Nacionalidade  | Tempo    | Notas                |
| ---- | ------- | --------------------------- | -------------- | -------- | -------------------- |
| 1    | 1       | Norah Jeruto                | Cazaquistão    | 9:01.54  | Q                    |
| 2    | 1       | Werkwuha Getachew           | Etiópia        | 9:11.25  | Q                    |
| 3    | 1       | Marwa Bouzayani             | Tunísia        | 9:12.14  | Q,                   |
| 4    | 2       | Alice Finot                 | França         | 9:14.34  | Q,                   |
| 5    | 2       | Mekides Abebe               | Etiópia        | 9:14.83  | Q                    |
| 6    | 2       | Luiza Gega                  | Albânia        | 9:14.91  | Q                    |
| 7    | 2       | Courtney Wayment            | Estados Unidos | 9:14.95  | q                    |
| 8    | 1       | Emma Coburn                 | Estados Unidos | 9:15.19  | q                    |
| 9    | 2       | Peruth Chemutai             | Uganda         | 9:16.66  | q                    |
| 10   | 3       | Celliphine Chepteek Chespol | Quênia         | 9:16.78  | Q                    |
| 11   | 3       | Maruša Mišmaš-Zrimšek       | Eslovênia      | 9:17.14  | Q,                   |
| 12   | 3       | Winfred Mutile Yavi         | Bahrein        | 9:17.32  | Q                    |
| 13   | 3       | Courtney Frerichs           | Estados Unidos | 9:17.91  | q                    |
| 14   | 2       | Aimee Pratt                 | Grã-Bretanha   | 9:18.91  | q,                   |
| 15   | 2       | Gesa Felicitas Krause       | Alemanha       | 9:21.02  | q,                   |
| 16   | 3       | Sembo Almayew               | Etiópia        | 9:21.10  |                      |
| 17   | 2       | Amy Cashin                  | Austrália      | 9:21.46  | Recorde pessoal      |
| 18   | 2       | Chiara Scherrer             | Suíça          | 9:22.15  |                      |
| 19   | 3       | Daisy Jepkemei              | Cazaquistão    | 9:23.07  |                      |
| 20   | 1       | Elizabeth Bird              | Grã-Bretanha   | 9:23.17  |                      |
| 21   | 2       | Irene Sánchez-Escribano     | Espanha        | 9:23.94  | Recorde pessoal      |
| 22   | 3       | Nataliya Strebkova          | Ucrânia        | 9:25.85  |                      |
| 23   | 3       | Tatiane Raquel da Silva     | Brasil         | 9:26.25  |                      |
| 24   | 2       | Purity Kirui                | Quênia         | 9:26.88  | Recorde da temporada |
| 25   | 1       | Jackline Chepkoech          | Quênia         | 9:27.50  |                      |
| 26   | 3       | Carolina Robles             | Espanha        | 9:28.24  | Recorde pessoal      |
| 27   | 1       | Belén Casetta               | Argentina      | 9:29.05  | Recorde da temporada |
| 28   | 1       | Lea Meyer                   | Alemanha       | 9:30.81  |                      |
| 29   | 3       | Ceili McCabe                | Canadá         | 9:32.73  |                      |
| 30   | 1       | Regan Yee                   | Canadá         | 9:36.22  |                      |
| 31   | 2       | Parul Chaudhary             | Índia          | 9:38.09  | Recorde pessoal      |
| 32   | 1       | Xu Shuangshuang             | China          | 9:39.17  | Recorde da temporada |
| 33   | 1       | Brielle Erbacher            | Austrália      | 9:40.55  |                      |
| 34   | 3       | Cara Feain-Ryan             | Austrália      | 9:43.41  |                      |
| 35   | 3       | Adva Cohen                  | Israel         | 9:44.74  |                      |
| 36   | 3       | Kinga Królik                | Polónia        | 9:44.74  |                      |
| 37   | 2       | Grace Fetherstonhaugh       | Canadá         | 9:49.85  |                      |
| 38   | 1       | Simone Ferraz               | Brasil         | 9:53.52  |                      |
| 39   | 1       | Nilani Rathnayaka           | Sri Lanka      | 9:54.10  |                      |
| 40   | 3       | Reimi Yoshimura             | Japão          | 9:58.07  |                      |
| 41   | 2       | Carolina Lozano             | Argentina      | 10:03.51 |                      |
| 42   | 1       | Yuno Yamanaka               | Japão          | 10:18.18 |                      |

### Final
A final ocorreu dia 20 de julho às 19:45.
| Pos.              | Atleta                      | Nacionalidade  | Tempo   | Notas                |
| ----------------- | --------------------------- | -------------- | ------- | -------------------- |
| Medalha de ouro   | Norah Jeruto                | Cazaquistão    | 8:53.02 | ,                    |
| Medalha de prata  | Werkuha Getachew            | Etiópia        | 8:54.61 | Recorde nacional     |
| Medalha de bronze | Mekides Abebe               | Etiópia        | 8:56.08 | Recorde pessoal      |
| 4                 | Winfred Mutile Yavi         | Bahrein        | 9:01.31 |                      |
| 5                 | Luiza Gega                  | Albânia        | 9:10.04 | Recorde nacional     |
| 6                 | Courtney Frerichs           | Estados Unidos | 9:10.59 | Recorde da temporada |
| 7                 | Aimee Pratt                 | Grã-Bretanha   | 9:15.64 | Recorde nacional     |
| 8                 | Emma Coburn                 | Estados Unidos | 9:16.49 |                      |
| 9                 | Marwa Bouzayani             | Tunísia        | 9:20.92 |                      |
| 10                | Alice Finot                 | França         | 9:21.40 |                      |
| 11                | Peruth Chemutai             | Uganda         | 9:21.93 |                      |
| 12                | Courtney Wayment            | Estados Unidos | 9:22.37 |                      |
| 13                | Celliphine Chepteek Chespol | Quênia         | 9:27.34 |                      |
| 14                | Maruša Mišmaš-Zrimšek       | Eslovênia      | 9:40.78 |                      |
| 15                | Gesa Felicitas Krause       | Alemanha       | 9:52.66 |                      |

Legenda
| Recorde mundial       | Recorde mundial (World record)               |                       | Recorde africano                      | Recorde africano (African) |                                           | Q | Classificado por posição (Qualified) |
| Recorde do campeonato | Recorde do campeonato (Championship record)  | Recorde da América    | Recorde da América (Americas)         | q                          | Classificado por melhor tempo (Qualified) |   |                                      |
| Melhor marca do ano   | Melhor marca do ano (World leading)          | Recorde asiático      | Recorde asiático (Asian)              | DNS                        | Não largou (Did not start)                |   |                                      |
| Recorde nacional      | Recorde nacional (National record)           | Recorde europeu       | Recorde europeu (European)            | DNF                        | Não terminou (Did not finish)             |   |                                      |
| Recorde pessoal       | Recorde pessoal do atleta (Personal best)    | Recorde da Oceania    | Recorde da Oceania (Oceania)          | DSQ / DQ                   | Desclassificado (Disqualified)            |   |                                      |
| Recorde da temporada  | Recorde da temporada do atleta (Season best) | Recorde sul-americano | Recorde sul-americano (South America) | NM                         | Sem marca (No mark)                       |   |                                      |